# Алексей Абрикосов (анатом)
Алексей Иванович Абрикосов (18 януари 1875 – 9 април 1955) е руски патологоанатом, академик, пълен член на Съветската академия на науките (1939) и на Съветската академия на медицинските науки (1944).
Носител е на Държавна награда на СССР (1942) и на почетното звание „Герой на социалистическия труд“ (1945).
Баща е на Алексей Абрикосов, руски физик, носител на Нобелова награда по физика.

## Научна дейност
Научните му работи за реактивността на организма при туберкулозата залягат в основата на съвременната ѝ класификация. Абрикосов работи върху морфологията на алергията, мастните грануломи, описва характерен тумор в мускулите, носещ неговото име.
На 24 януари 1924 г. на Абрикосов е възложено да балсамира тялото на починалия Владимир Ленин, което и до днес се съхранява в Мавзолея му в Москва.